# My Last Song For Miley
 (janvier 2023).
Si vous disposez d'ouvrages ou d'articles de référence ou si vous connaissez des sites web de qualité traitant du thème abordé ici, merci de compléter l'article en donnant les références utiles à sa vérifiabilité et en les liant à la section « Notes et références ».
My Last Song For Miley est une chanson du chanteur américain Dave Days. Elle est sortie le 31 mars 2010 en tant que premier single du nouvel album de Dave Days[Lequel ?]. Elle est disponible en téléchargement.

## Clip vidéo
Dans le clip, on aperçoit Dave Days attendant en vain Miley Cyrus. Ce n'est qu'à là fin du clip qu'elle fera apparition, se cachant d'abord derrière la Miley en carton, puis se jetant dans les bras de Dave. Le clip a été vu plus de 5 millions de fois